# Tafelwerk Nürnberg
Koordinaten: 49° 27′ 40″ N, 11° 6′ 39″ O

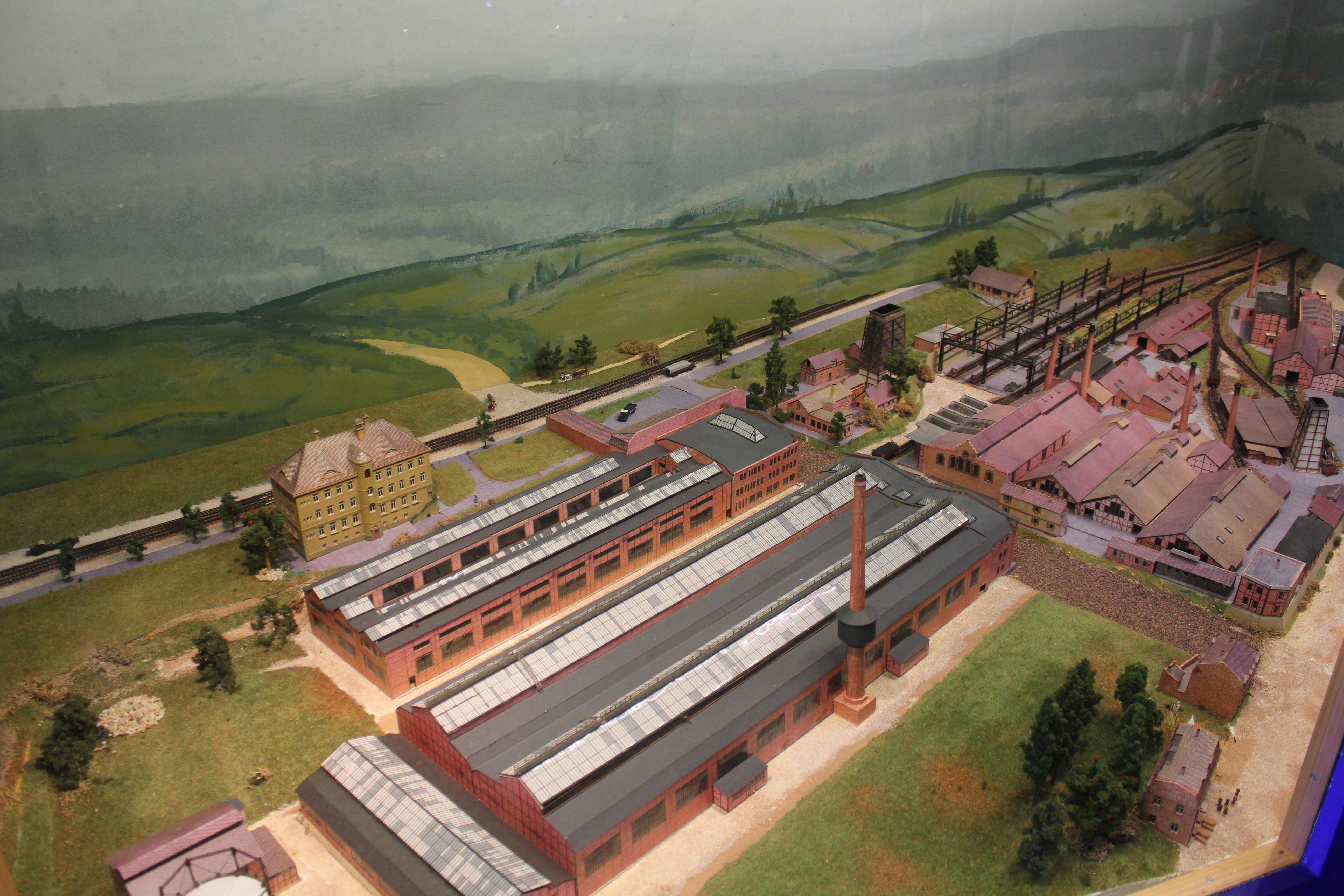
Das Fabrikgelände des Tafelwerks im Modell

Das Tafelwerk Nürnberg war ein Eisenwalzwerk, gegründet 1875 von Julius Tafel. Es war einer der großen Industriekomplexe in Nürnberg und das ehemals größte deutsche Schweißeisenwalzwerk aus dem 19. und 20. Jahrhundert. Nach dem Tod des Firmengründers folgte im Jahr 1900 die Umbenennung von „Julius Tafel & Co. (Tafelwerk)“ in „Eisenwerk Nürnberg AG“. Bereits weit vor dem Zweiten Weltkrieg war die Blütezeit des Werkes beendet, der Konkurrenzdruck wurde in der Branche immer größer. Im Jahr des 100. Betriebsjubiläums, 1975, wurde das inzwischen veraltete Werk geschlossen.

## Nachnutzung
Im Jahr 1985 feierte die Deutsche Bundesbahn das Jubiläum „150 Jahre Deutsche Eisenbahnen“. Auf dem Gelände fand vom 15. Mai bis 18. August die Ausstellung „Zug der Zeit – Zeit der Züge. Deutsche Eisenbahn 1835–1985.“ statt. Neben der geschichtlichen Zeitreise gab es auch eine Lok- und Wagenhalle sowie eine DB-Leistungsschau zu sehen. Nach dem Ende der Veranstaltung wurde ab 1986 damit begonnen, die Fabrikgebäude abzureißen und in den Folgejahren mit neuen Mehrfamilienhäusern und einem Seniorenheim zu bebauen. Die Halle der ehemaligen Schraubenproduktion blieb erhalten und wird seit 1988 als Museum Industriekultur und ein anderer Hallenteil als Tafelhalle für Veranstaltungen genutzt. Daneben ist auch noch das 1922 errichtete Verwaltungsgebäude, direkt an der Äußeren Sulzbacher Straße, erhalten – es gehört ebenfalls zum Museum Industriekultur.